# Orobanche canescens
Orobanche canescens là loài thực vật có hoa thuộc họ Cỏ chổi. Loài này được C.Presl mô tả khoa học đầu tiên năm 1822.